# HMS Loyal (G15)
HMS Loyal (G15) là một tàu khu trục lớp L được Hải quân Hoàng gia Anh Quốc chế tạo vào cuối những năm 1930. Nó đã nhập biên chế và phục vụ trong suốt Chiến tranh Thế giới thứ hai cho đến khi chiến tranh kết thúc, là một trong số hai chiếc lớp L còn sống sót sau chiến tranh, cùng với HMS Lookout. Loyal bị bán để tháo dỡ vào năm 1948.

## Thiết kế và chế tạo
Loyal được đặt hàng cho xưởng tàu của hãng Scotts Shipbuilding and Engineering Company ở Greenock, Scotland vào ngày 31 tháng 3 năm 1938 trong Dự toán Ngân sách Hải quân 1937. Nó được đặt lườn vào ngày 23 tháng 11 năm 1938; được hạ thủy vào ngày 8 tháng 10 năm 1940 và được đưa ra hoạt động vào ngày 31 tháng 10 năm 1942, sau khi Thế Chiến II đã bùng nổ.

## Lịch sử hoạt động
Loyal đã phục vụ trong suốt Chiến tranh Thế giới thứ hai cho đến khi chiến tranh kết thúc, và bị bán để tháo dỡ vào năm 1948.